# George Reader
George Reader (Nuneaton, 22 de novembro de 1896 - Southampton, 13 de julho de 1978) foi um juiz de futebol, pertencente à Federação Inglesa de Futebol e o quarto árbitro a apitar a final da Copa do Mundo da FIFA.
Reader era inicialmente professor, e jogou pela primeira vez como amador no Exeter City, na Southern Football League, na temporada 1919-20. Foi com esse clube que ele jogou em um amistoso contra o Southampton em 3 de janeiro de 1920, uma semana antes da terceira rodada da FA Cup.
Iniciou sua carreira como árbitro em 1930, em 1939 foi convidado para arbitrar na liga inglesa durante a temporada 1939-40, porém essa temporada foi abandonada depois de três jogos, devido ao início da Segunda Guerra Mundial, e, portanto, o Reader oficialmente apitou apenas três partidas da Football League em toda a sua carreira. Aposentou-se da liga em 1944, mas continuou apitando jogos pela Europa, em amistosos pelo continente. Em 1948, a Football League fez algo incomum ao lembrar de Reader, tirando-o da aposentadoria para arbitrar o jogo de Brentford contra o Chelsea no Griffin Park.
Com a classificação da seleção inglesa para a Copa do Mundo de 1950, a Fifa solicitou que uma equipe de árbitros britânicos viajasse ao Brasil para trabalhar na Copa do Mundo. Apesar das reservas sobre a sua idade avançada, a experiência internacional do Reader colocou-o entre os que a Football Association poderia chamar, e ele foi selecionado ao lado de Mervyn, Griffiths, George Mitchell e de dois árbitros ingleses, Reg Leafe e Arthur Ellis.
Reader apitou a partida de abertura da Copa, Brasil 4 X 0 México, em 24 de junho de 1950, em jogo realizado no estádio do Maracanã, Rio de Janeiro. Apitou também Uruguai 8 X 0 Bolívia, em 2 de julho, no estádio Independência, em Belo Horizonte.

## Final da Copa do Mundo de 1950
Em 16 de julho de 1950 Reader apitou o jogo mais importante de sua carreira. Considerada como a final da Copa de 1950, ainda que fosse o último jogo da fase final, em que as quatro seleções classificadas (Brasil, Uruguai, Espanha e Suécia) disputavam jogos entre si e seria campeão aquela que somasse mais pontos, Brasil e Uruguai entraram em campo em jogo decisivo. Bastando um empate para a seleção brasileira sair como campeã, a partida terminou em vitória por 2 a 1 para os uruguaios, após estarem atrás no placar. Reader apitou o final do jogo num lance que deu margem para reclamações posteriores, no momento em que Friaça havia cobrado escanteio e Ademir Menezes havia ganho a jogada pelo alto do goleiro Máspoli.
Reader aposentou-se após a Copa de 1950,  tornou-se diretor e depois presidente do Southampton em 1963, e sentou-se ao lado da rainha Elizabeth II quando o time de Lawrie McMenemy venceu a final da FA Cup de 1976, falecendo em 13 de julho de 1978.